# Whitney Cummings
Whitney Ann Cummings (Georgetown, Washington D. C.; 4 de septiembre de 1982) es una actriz y comediante estadounidense. Es más conocida por ser la creadora de la serie de televisión Whitney (2011-2013) y por ser una de las creadoras de la popular serie de humor 2 Broke Girls (2011-2017). En 2017, Cummings se convirtió en productora ejecutiva y guionista de la serie Roseanne.
Sus apariciones en televisión incluyen Comedians of Chelsea Lately, Live Nude Comedy, The Very bad Show, truTV Presents: World's Dumbest... y Comedy Central Roasts. En agosto de 2010, su primer especial de una hora, titulado Whitney Cummings: Money Shot, se estrenó en el canal Comedy Central.
En junio de 2014, Whitney hizo su segundo show especial de una hora, titulado I Love You, en el canal Comedy Central.
En junio de 2023 se hizo público que sería madre por primera vez en diciembre de ese año.

## Filmografía

### Cine
| Año  | Título                   | Rol                  | Notas                 |
| ---- | ------------------------ | -------------------- | --------------------- |
| 2004 | EMR                      | CyberBunnyLilly      |                       |
| 2007 | 7–10 Split               | Whitney the Waitress |                       |
| 2008 | Grizzly Park             | Tiffany Stone        |                       |
| 2008 | Made of Honor            | Stephanie            |                       |
| 2009 | Why Men Go Gay in L.A.   |                      |                       |
| 2012 | 3,2,1... Frankie Go Boom | Claudia              |                       |
| 2015 | The Wedding Ringer       | Holly Munk           |                       |
| 2015 | The Ridiculous 6         | Susannah             |                       |
| 2017 | Unforgettable            | Ali                  |                       |
| 2017 | The Female Brain         | Julia Brizendine     | Escritora y directora |
| 2022 | Terror en el Estudio 666 | Samantha             |                       |
| 2023 | At Midnight              |                      |                       |

### Televisión
| Año     | Título                | Rol       | Notas |
| ------- | --------------------- | --------- | ----- |
| 2005    | Half and Half         |           |       |
| 2006    | Fire Guys             |           |       |
| 2006    | Trapped in TV Guide   |           |       |
| 2006    | What About Brian      | Sally     |       |
| 2007    | Tell Me You Love Me   | Louise    |       |
| 2008    | Turbo Dates           | Sandy     |       |
| 2008–09 | The Tony Rock Project |           |       |
| 2011–13 | Whitney               | Whitney   |       |
| 2011-17 | 2 Broke Girls         |           |       |
| 2011    | Dave's Old Porn       |           |       |
| 2012–13 | Love You, Mean It     |           |       |
| 2014    | Comedy Bang! Bang!    |           |       |
| 2015    | Maron                 |           |       |
| 2015    | The Jim Gaffigan Show |           |       |
| 2015–16 | Undateable            | Charlotte |       |
| 2016    | Workaholics           | Juliette  |       |
| 2018    | Crashing              |           |       |